# Alsnö hus

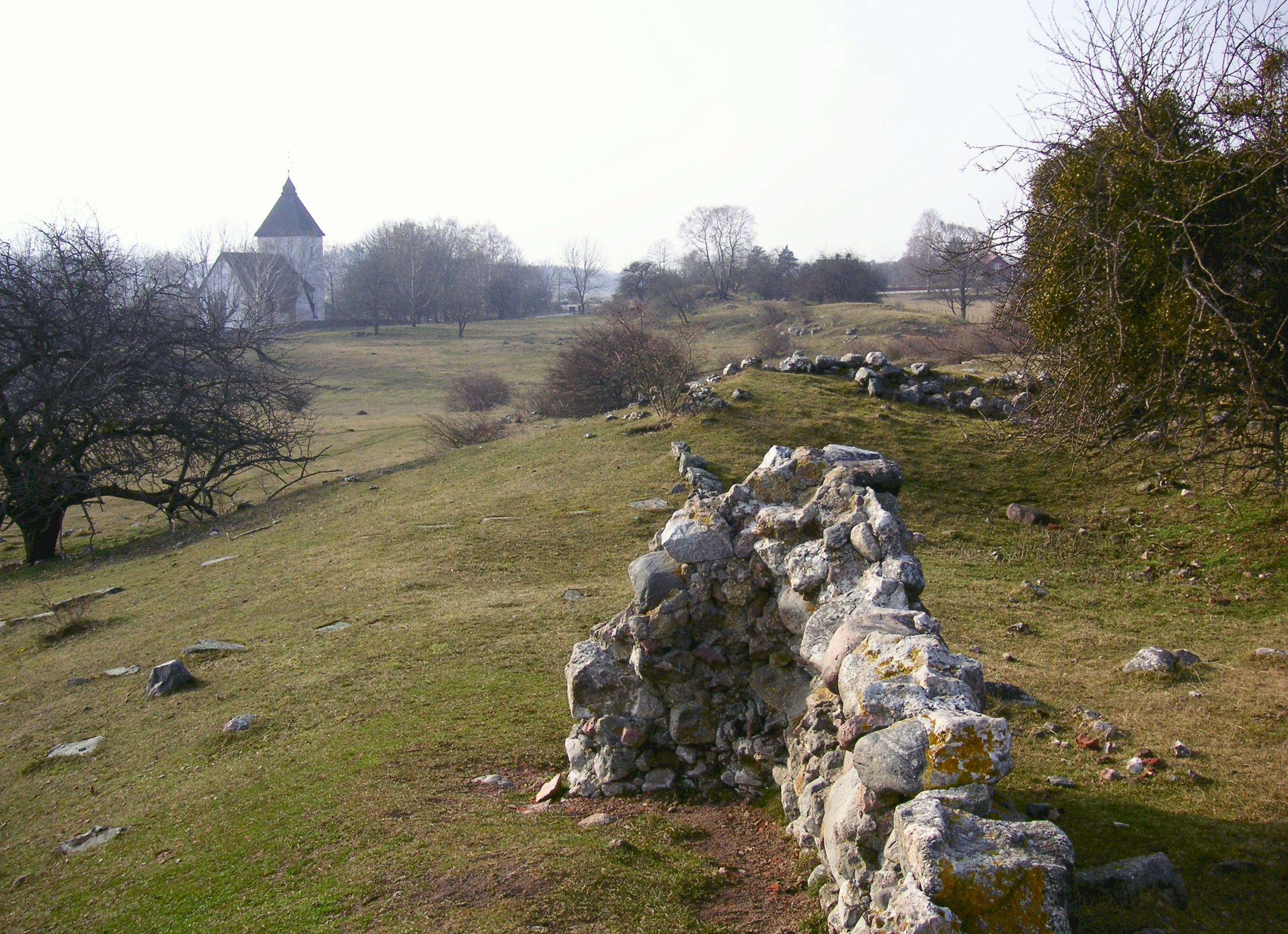
Ruines d'Alsnö hus, avec l'église d'Adelsö en arrière-plan.

Alsnö hus est un ancien chateau, maintenant en ruine, situé à Hovgården, sur l'île d'Adelsö, dans la commune d'Ekerö en Suède. Il fut construit autour de l'an 1270 par le roi Magnus III de Suède. Il s'agissait d'un bâtiment rectangulaire de 30 x 13,5 m, constitué d'un niveau partiellement souterrain en pierre, tandis que la partie au dessus du niveau du sol était construite en brique. Alsnö hus était probablement l'un des premiers bâtiments non-religieux en brique de la région. La partie visible du bâtiment avait probablement deux étages, le rez-de-chaussée constitué d'une cuisine et d'une autre pièce, tandis que l'étage supérieur était un grand hall, qui était probablement la salle où le roi recevait ses invités. Il est connu comme étant le lieu où l'ordonnance d'Alsnö fut signée en 1280. Il fut cependant détruit à la fin du XIVe siècle, peut-être brulé par les vitaliens. Les ruines font aujourd'hui partie de l'ensemble Birka et Hovgården, inscrit au patrimoine mondial de l'UNESCO.

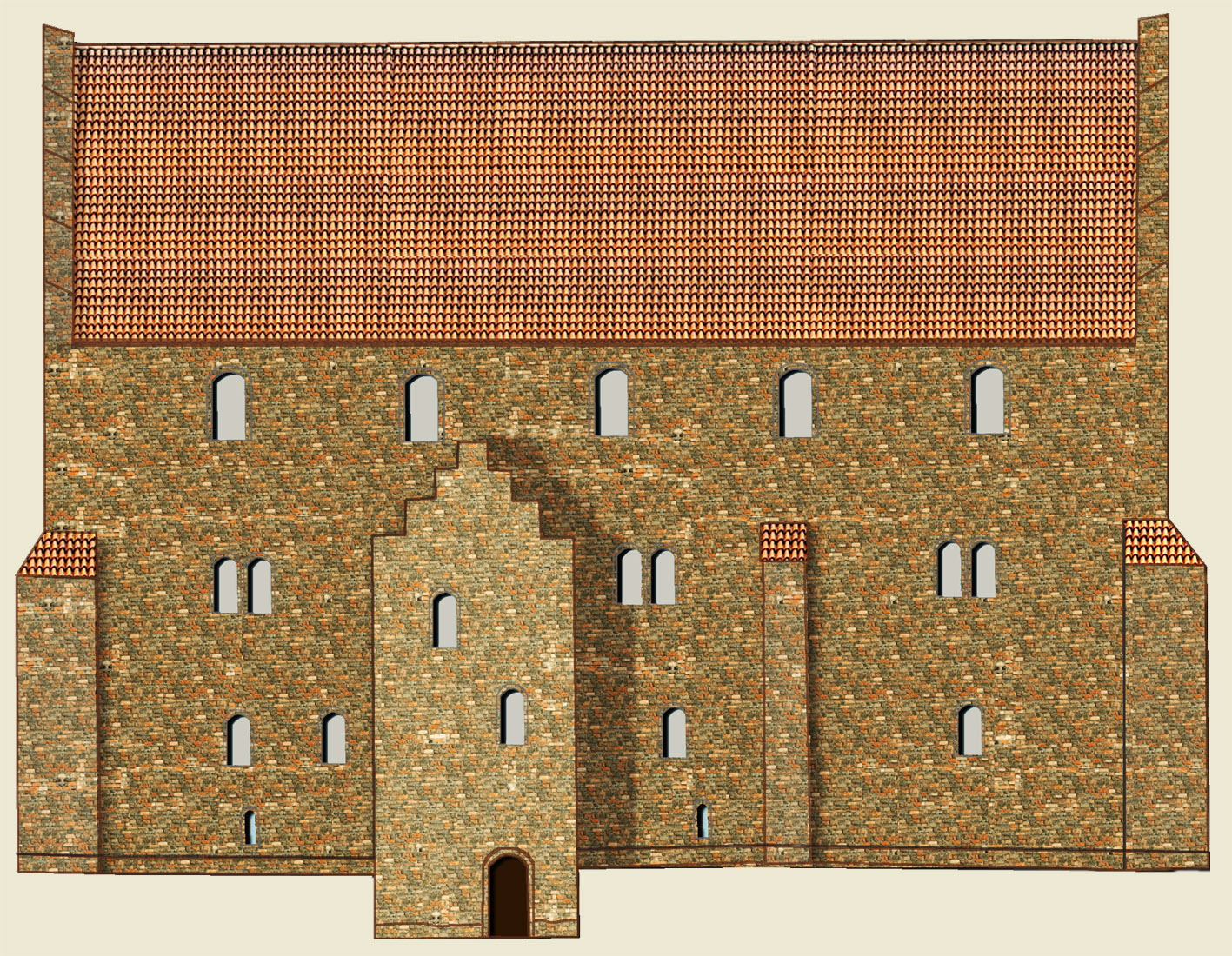
Reconstitution d'Alsnö hus.